# Johann Michael Bach
Johann Michael Bach (Arnstadt, 9 augustus 1648 – Gehren, 17 mei 1694) was een Duits componist en organist. Hij was de vader van Maria Barbara Bach (1684-1720) en een verre bloedverwant van Johann Sebastian Bach. Hij was al jaren dood, toen deze twee in 1707 in het huwelijk traden. Johann Michael werd, evenals zijn broer Johann Christoph Bach (1642-1703), in de familie Bach zeer gerespecteerd om zijn muzikale kwaliteiten.
In Gehren was hij instrumentbouwer en bekleedde hij de positie van stadsorganist en ambtenaar. Uit zijn composities blijkt dat hij een voorkeur had voor koorwerken en in het bijzonder motetten die soms van hoge kwaliteit zijn.
Het motet was in die tijd een compositie voor koor met een Bijbelse of koraaltekst. Dat zien we onder andere in het dubbelkorige motet "Fürchtet euch nicht": de Hemelse Heerscharen verkondigen aan de herders in het veld dat Christus is geboren.
- Bibsys: 1095358
- Bibliothèque nationale de France: cb13891032p (data)
- Gemeinsame Normdatei: 104364467
- International Standard Name Identifier: 0000 0000 8149 0531
- Library of Congress Control Number: n81129523
- Nationale Bibliotheek van Letland: 000259863
- MusicBrainz: a19c2e3e-ddf6-411d-a3b2-454d2651effe
- Nationale Bibliotheek van Tsjechië: xx0018716
- Nationale bibliotheek van Australië: 35410746
- Nationale Bibliotheek van Israël: 987007283535005171
- Nederlandse Thesaurus van Auteursnamen: 075244926
- Réseau des bibliothèques de Suisse occidentale: 02-A012325613
- LIBRIS: 209877
- SNAC: w6r214k0
- Système universitaire de documentation: 118980211
- Trove: 942881
- Virtual International Authority File: 69114714
- WorldCat: E39PBJjdfPV6q7Qy8yh37dTyh3